# Ovol
Die Ovol Papier Deutschland GmbH (Eigenschreibweise: OVOL) (vormals: Inapa Deutschland GmbH) (vorvormals: Papier Union) ist ein Unternehmen mit Sitz in Düsseldorf, das mit ca. 20 % Marktanteil einer der Branchenführer im deutschen Papierhandel ist. 
Das Unternehmen entstand 1988 durch die Fusion vormals selbstständiger Papier-Großhändler. Seit 2000 gehört die Papier Union zur europaweit aktiven Papiergroßhandelsgruppe Inapa mit Sitz in Lissabon.

## Geschichte
Die Papier Union GmbH Co. KG entstand am 1. Januar 1988 durch den Zusammenschluss der Papier-Großhandlung Gebrüder Reinhard aus Hemer mit den Großhandlungen Richard Klippgen u. Co in Reinbek bei Hamburg, Jedek & Ditter in Marktheidenfeld und Gebrüder Rauch in Talheim. 1989 investierte der Konzern 13,3 Millionen DM in die verschiedenen Standorte. Mit rund 7,5 Millionen DM entfiel der Großteil auf das Zentrallager in Hemer, wo ein Erweiterungsbau errichtet wurde. Ein Jahr später zog die Geschäftsleitung aus Frankfurt am Main nach Hamburg.
Im Februar 1993 hat die Landeskartellbehörde Nordrhein-Westfalen gegen das Unternehmen und weitere wesentliche Unternehmen
der Branche wegen der Abstimmung der Verkaufspreise im Lagergeschäft rechtskräftig Geldbußen verhängt.

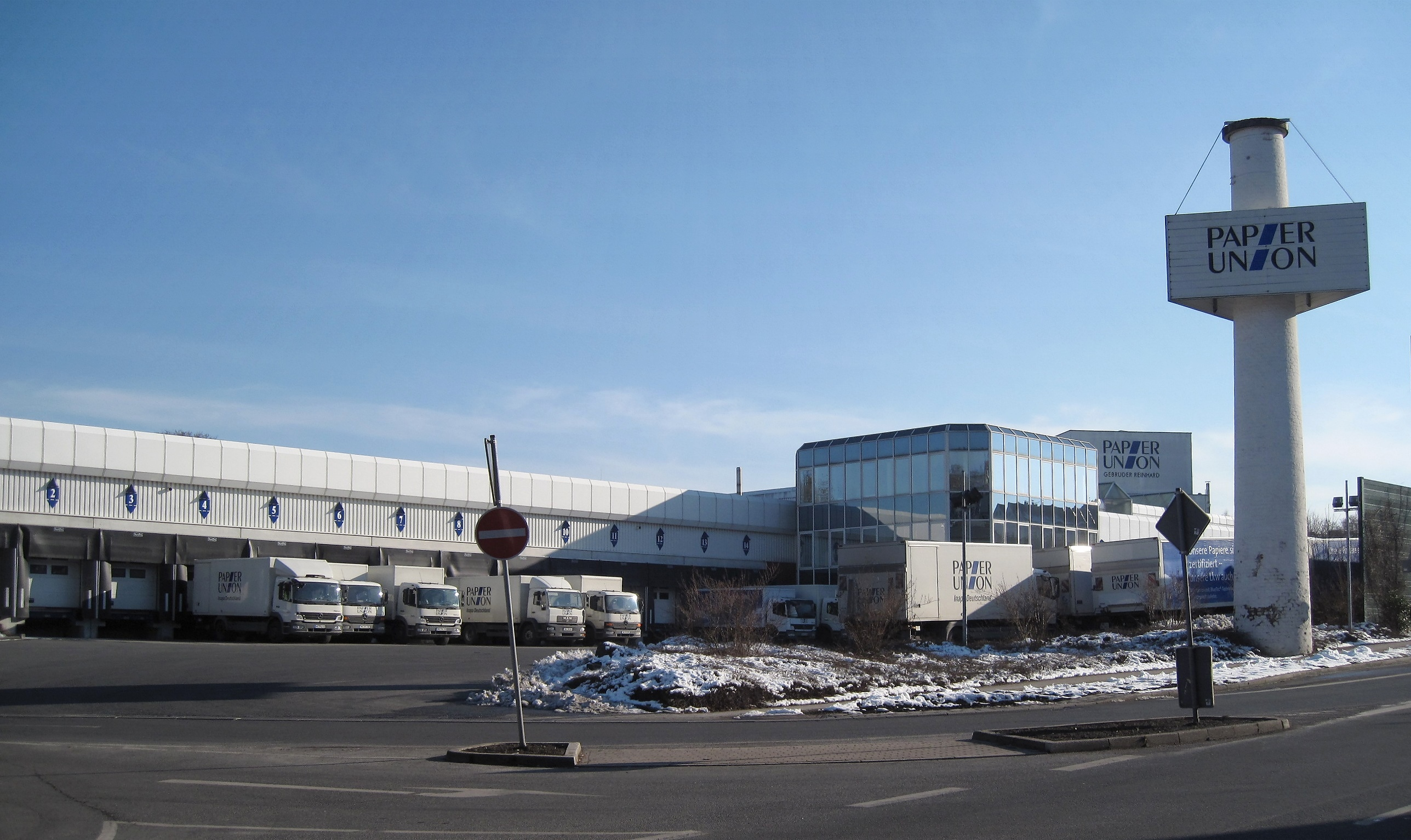
Standort Hemer

1998 wurde die Gesellschaftsform des Unternehmens in Papier Union GmbH geändert, deren Geschäftsführer und Sprecher Arndt Klippgen wurde. Zwei Jahre später verkauften die 34 Gesellschafter der vorher selbstständigen Betriebe ihre Anteile an die Inapa-Gruppe. Mit der Eingliederung in ein europaweit agierendes Unternehmen wollte man sich auf die Anforderungen eines gesamteuropäischen Marktes vorbereiten. Heute betreibt die Papier Union 12 Standorte in Deutschland. Das Bundesgebiet ist dabei in drei Regionen aufgeteilt: Nord, Mitte und Süd.
Im Jahr 2004 verhängte das Bundeskartellamt gegen das Unternehmen und weitere wesentliche Unternehmen
der Branche erneut wegen verbotener Preisabsprachen Geldbußen.
Im Jahr 2005 wurde die Matrixorganisation aus Geschäftsbereichen und regionaler Häuser-Struktur durch eine divisionale Geschäftsbereichsstruktur ersetzt. Im selben Jahr wurde die pmf Print Media Factoring GmbH gegründet.
Im Jahr 2006 folgte der Erwerb der Verpackungsmittel-Großhändler Hennessen + Potthoff GmbH und HTL Verpackung GmbH durch die Papier Union-Tochter Inapa Packaging GmbH, 2008 der Erwerb der ComPlott - Art Vertriebsgesellschaft mbH durch die Papier Union-Tochter Inapa Viscom und die Gründung der ComPlott - Papier Union GmbH. Diese kaufte 2009 die GraphXPress GmbH und 2012 die FLS Bildsysteme Vertriebs GmbH. Die Inapa Packaging kaufte im Jahr 2013 das Verpackungsunternehmen Realpack GmbH in Wimsheim.
Anfang Juli 2020 sind die beiden Papiergroßhandelsunternehmen Papier Union und Papyrus Deutschland verschmolzen und firmieren ab sofort als Inapa Deutschland GmbH. Damit schließt die Inapa Group, Muttergesellschaft der Papier Union, der Papyrus Deutschland und der Inapa Deutschland, die Konsolidierung ihres Deutschlandgeschäfts ab. Die Inapa Deutschland beschäftigt fortan über 1.000 Mitarbeiter.
Am 22. Juli 2024 berichtet bloomberg, dass sowohl die Muttergesellschaft als auch die deutsche Tochter Insolvenz angemeldet haben. Am 11. Oktober 2024 unterzeichnet die Japan Pulp and Paper Co., Ltd. (JPP) den Kaufvertrag für die drei insolventen Betriebe der Inapa Deutschland. In der Folge firmiert die Inapa Deutschland Gruppe seit dem 1. Dezember 2024 unter dem neuen Namen OVOL Deutschland Gruppe.

## Geschäftsfelder
Die Papier Union versteht sich als „Dienstleistungsunternehmen mit Schwerpunkt Feinpapiergroßhandel“ und gliedert ihr Angebot in die Bereiche Papier, Briefumschläge und Versandtaschen, Druckzubehör, Siebdruck & UV-Offset, Visuelle Kommunikation, Packaging und Logistik. Das Unternehmen setzte nach eigenen Angaben im Jahr 2012 mit ca. 9500 Artikeln ca. 470.000 t Papier ab.

## Tochterunternehmen
Die ursprünglichen Geschäftsfelder wurden u. a. durch die Gründung und Übernahme verschiedener Unternehmen erweitert:
- Complott Papier Union GmbH (Inapa ComPlott GmbH), Mettmann - Systemhaus für Großformatdrucksysteme.
- Inapa Packaging GmbH, Hamburg - Solutions. Quality. Service.